# Ethiopian Railway Corporation
Ethiopian Railways, comúnmente conocido como ER, nombre completo Ethiopian Railway Corporation es el operador ferroviario nacional de la República Democrática Federal de Etiopía, bajo la regulación del Ministerio de Transporte. ERC opera el transporte de pasajeros y mercancías. Fundada el 28 de noviembre de 2007 (reglamento 141/2007) como una corporación cuasi pública para operar los servicios ferroviarios de pasajeros y carga de Etiopía, principalmente el ferrocarril Adís Abeba-Yibuti, recibe subsidios federales pero es administrada como una organización con fines de lucro. La sede de ERC se encuentra en Adís Abeba.
La corporación está construyendo una escuela ferroviaria en Bishoftu en asociación con el gobierno chino a un costo de 1,570 millones de bires.
- Datos: Q55639671